# Pisek
Pour les articles homonymes, voir Písek (homonymie).
La ville de Pisek est située dans le comté de Walsh, dans l’État du Dakota du Nord, aux États-Unis. Sa population s’élevait à 106 habitants lors du recensement de 2010, estimée à 104 habitants en 2018.

## Histoire
Pisek a été fondée en 1882 par des émigrants venus de Bohême.

## Démographie
| Groupe            | Pisek | Dakota du Nord | États-Unis |
| ----------------- | ----- | -------------- | ---------- |
| Blancs            | 93,4  | 90,0           | 72,4       |
| Amérindiens       | 4,7   | 5,4            | 0,9        |
| Métis             | 1,9   | 1,8            | 2,9        |
| Autres            | 0     | 2,8            | 23,8       |
| Total             | 100   | 100            | 100        |
|                   |       |                |            |
| Latino-Américains | 2,8   | 2,0            | 16,7       |

Selon l’American Community Survey, pour la période 2011-2015, 85,19 % de la population âgée de plus de 5 ans déclare parler l'anglais à la maison, alors que 14,81 % déclare parler le tchèque.
| 1900 | 1910 | 1920 | 1930 | 1940 | 1950 |
| ---- | ---- | ---- | ---- | ---- | ---- |
| 132  | 312  | 300  | 225  | 242  | 215  |

| 1960 | 1970 | 1980 | 1990 | 2000 | 2010 |
| ---- | ---- | ---- | ---- | ---- | ---- |
| 176  | 154  | 156  | 130  | 96   | 106  |

## Source
- (en) Cet article est partiellement ou en totalité issu de l’article de Wikipédia en anglais intitulé « Pisek, North Dakota » (voir la liste des auteurs).

1. ↑  (en) « Population and Housing Unit Estimates » (consulté le 6 septembre 2019)
2. ↑  (en) Bureau du recensement des États-Unis, « Census of Population and Housing » [archive du 26 avril 2015] (consulté le 19 janvier 2014)
3. ↑  (en) « Population Estimates », Bureau du recensement des États-Unis (consulté le 6 septembre 2019)
4. ↑  (en) « Population of North Dakota - Census 2010 and 2000 », sur censusviewer.com.
5. ↑  (en) « Pisek, ND Population - Census 2010 and 2000 », sur censusviewer.com.
6. ↑  (en) « Language spoken at home by ability to speak English for the population 5 years and over », sur factfinder.census.gov.
7. ↑  (en) « Statistiques des États-Unis - Dakota du nord - Profils des comtés de 2010 » (consulté en juin 2021)